# Hương thảo

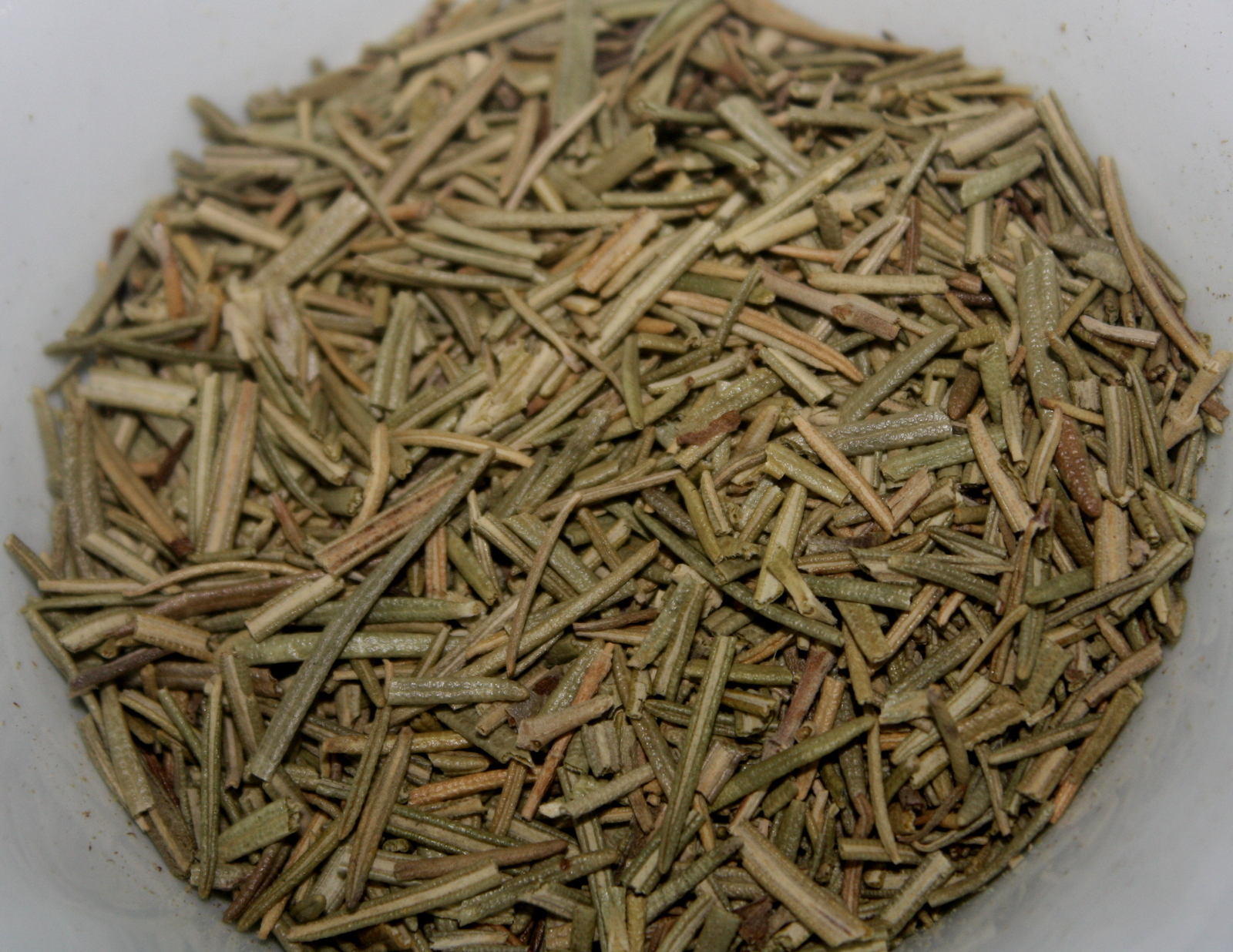
Lá hương thảo khô

Hương thảo（香草）hay Mê điệt hương (迷迭香）, tên khoa học Rosmarinus officinalis, là một loài thực vật có hoa trong họ Hoa môi (nhóm thực vật hạt kín). Loài này được L. mô tả khoa học đầu tiên năm 1753.

## Mô tả
Theo trang Y học cổ truyền Tuệ Tĩnh, hương thảo là loài cây nhỏ cao 1-2m, phân nhánh và mọc thành bụi. Lá nhiều, hẹp, hình dải, dai, có mép gập xuống, không cuống, màu xanh sẫm và nhẵn ở trên, phủ lông rải rác màu trắng ở mặt dưới. Hoa xếp 2-10 ở các vòng lá, dài cỡ 1 cm, màu lam nhạt hơi có màu hoa cà với những chấm tím ở phía trong các thuỳ. Toàn cây có mùi rất thơm.

## Phân bổ
Cây bản địa vùng Địa Trung Hải, được trồng nhiều ở Nam Âu châu, Tây Á và Bắc Phi trước đây. Tại Việt Nam cây được nhập trồng ở một số tỉnh miền Trung và miền Nam (theo A. Pételot). Thường trồng bằng cách giâm cành hay gieo hạt.
Cây thích hợp với khí hậu nhiều nắng, khô ráo nhưng không quá nóng. Đất trồng phải thoát nước tốt.Ngoài ra,hương thảo còn được dùng để làm thức ăn,thuốc và tinh dầu.

## Thành phần hóa học
Cây chứa tinh dầu và tanin. Tinh dầu (0,5% ở cây khô, 1,1-2% ở lá, 1,4% ở hoa) mà thành phần gồm có a-pinen (tới 80%), terpen, borneol, acetat bornyl, camphor, cineol và một sesquiterpen (caryophyllen). Nếu mới cất, tinh dầu là một chất lỏng không màu hay vàng vàng, về sau sẫm dần và cứng lại, có thể hòa tan vào rượu theo bất kỳ tỷ lệ nào. Cây chứa choline, một glucosid không tan trong nước, một saponosid acid, các acid hữu cơ (citric, glycolic, glyeeric) và hai heterosid là romaside và romarinoside; còn có acid rosmarinic.

## Ứng dụng
Hương thảo tỏa mùi hương nồng,có mùi the the như bạc hà. Bộ phận sử dụng được của hương thảo là ngọn cây với lá. Khi thu hoạch ở quy mô lớn, người ta có thể cắt các ngọn cây có hoa đem phơi hay sấy khô, đập lấy lá. Cũng có thể cắt các cành tươi không hoa hoặc tỉa lá để dùng ở quy mô nhỏ. Hương thảo dùng để trang trí, cải thiện sức khỏe, nấu ăn, ngăn muỗi, đặc biệt hương thảo còn giúp loại bỏ căng thẳng, tăng cường trí nhớ, giúp tinh thần sảng khoái, tinh dầu của cây kích thích phát triển trí não của con người, giúp con người làm việc tốt hơn, trẻ hoạt bát hơn, học tốt hơn và nhanh thuộc bài hơn,và lá cây còn được dùng để làm thức ăn.

### Ẩm thực
Lá tươi hay lá khô đều được dùng làm gia vị trong ẩm thực. Cành cây được sử dụng làm que xiên trong các món nướng BBQ, lá được gia vào món beefsteak, đặc biệt thích hợp khi khử mùi các loại thịt đỏ như thịt cừu, thịt bò thậm chí các loại thịt rừng có mùi như thịt nai, heo mọi. Các món thuần Âu như cừu nướng áp chảo, đút lò, nướng nguyên tảng, đến cừu hầm đều có thể sử dụng hương thảo. Các loại thịt trắng như thịt lợn, thịt gà, các loại rau củ quả như khoai tây, cà rốt cũng có thể sử dụng hương thảo cho ra các món rất thơm ngon. Ở Việt Nam, hương thảo còn dùng cho món luộc, sốt, nấu, hấp.Ở nước Úc, họ dùng hương thảo để rắc lên cá hồi và cho vào lò nướng.

### Y tế
Hương thảo có vị chát, nóng, mùi thơm nồng, hơi se, có tính tẩy uế và chuyển máu. Dùng với liều thấp, nó gây sự dồn máu ở các cơ quan vùng bụng và kích thích sự tiết dạ dày và ruột; nó cũng lợi tiểu. Với liều cao, nó gây co thắt và chóng mặt. Tinh dầu có tác dụng thông ruột, lợi mật và lợi tiểu. Người ta biết được tác dụng của hương thảo là do sự có mặt của acid rosmarinic và các flavonoid, nó cũng có những tính chất chống oxy hóa cũng do có acid rosmarinic. Hương thảo còn được biết với công dụng giúp con người tư duy và ghi nhớ tốt hơn. Nhóm hợp chất terpene trong tinh dầu hương thảo ngăn chặn sự phân hủy của acetylcholine (C7H17NO3) – một chất truyền dẫn thần kinh. Acetylcholine tham gia vào quá trình truyền dẫn xung thần kinh trong cơ thể, chất này tồn tại càng lâu thì khả năng ghi nhớ, tư duy của con người càng tăng.
Ở châu Âu người ta cũng dùng lá hương thảo làm pommat và thuốc xoa trị thấp khớp và đau nửa đầu. Nước hãm (nấu một nắm lá trong ½ lít nước để chiết hết thuốc) dùng rửa các vết thương nhiễm trùng và lâu khỏi. Dùng trong nước hãm này dùng lợi tiểu và gây tiết mật.

## Hình ảnh

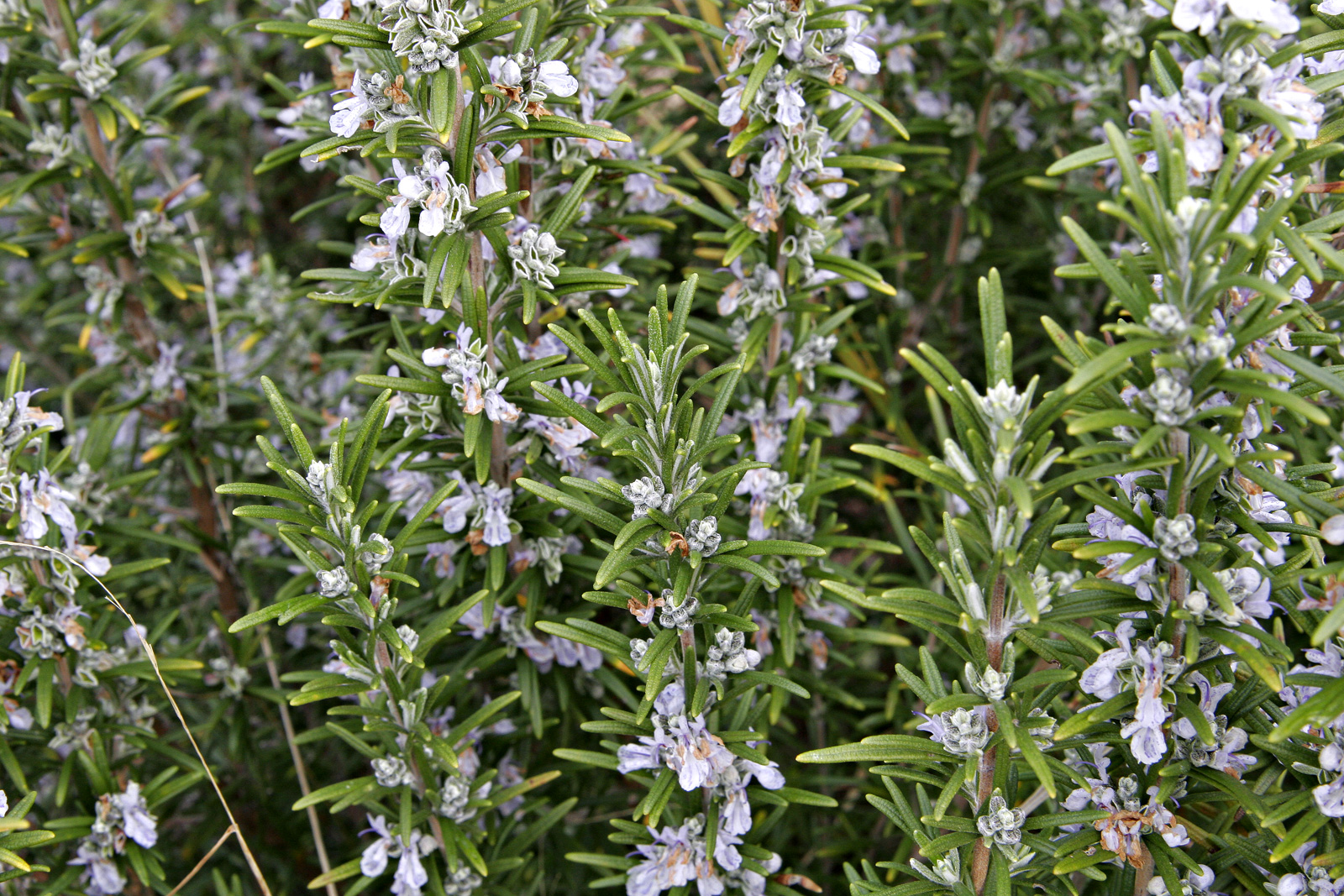
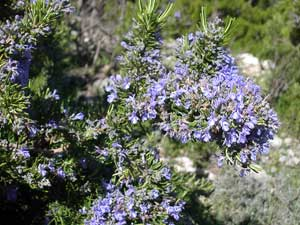
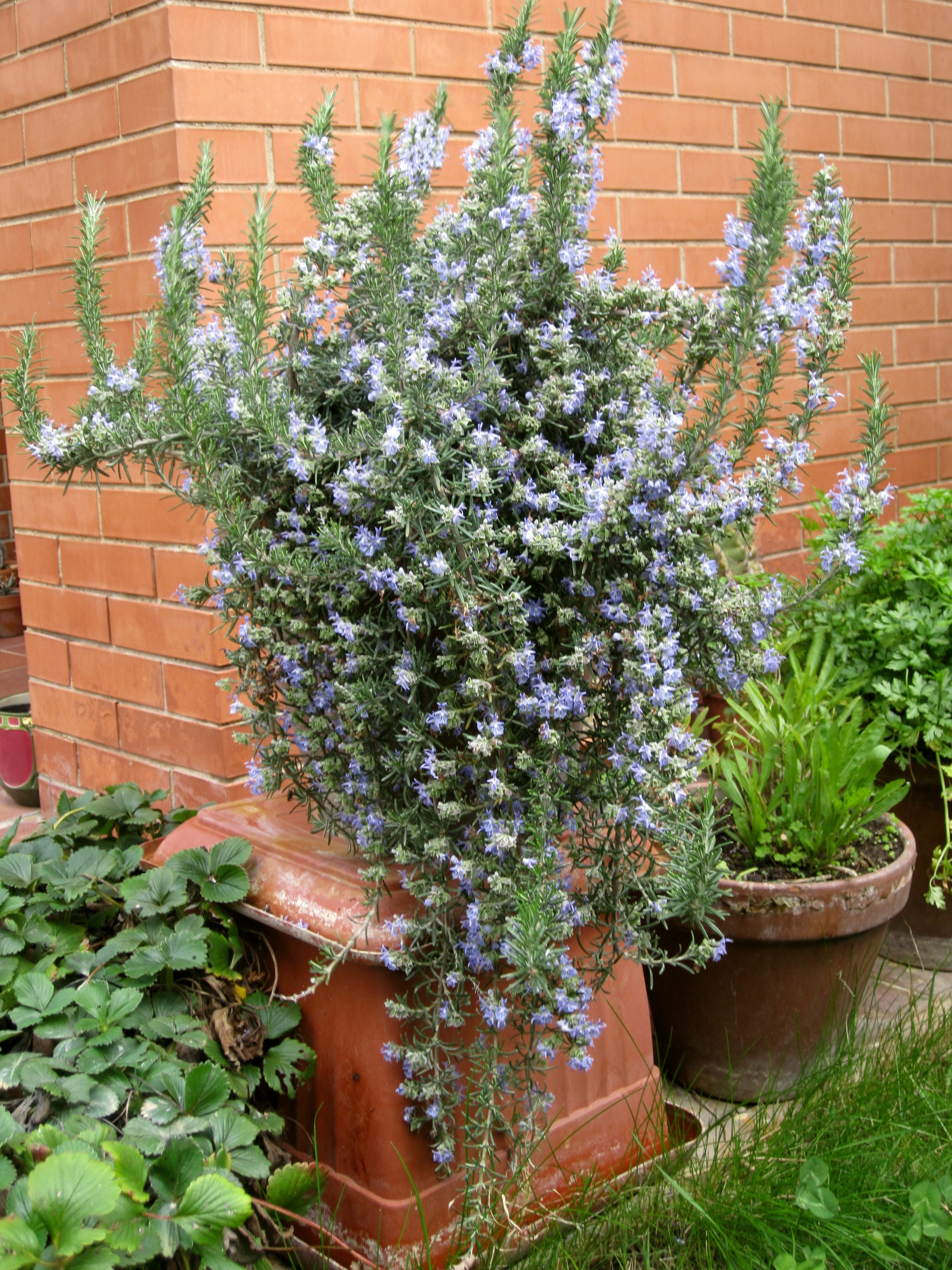
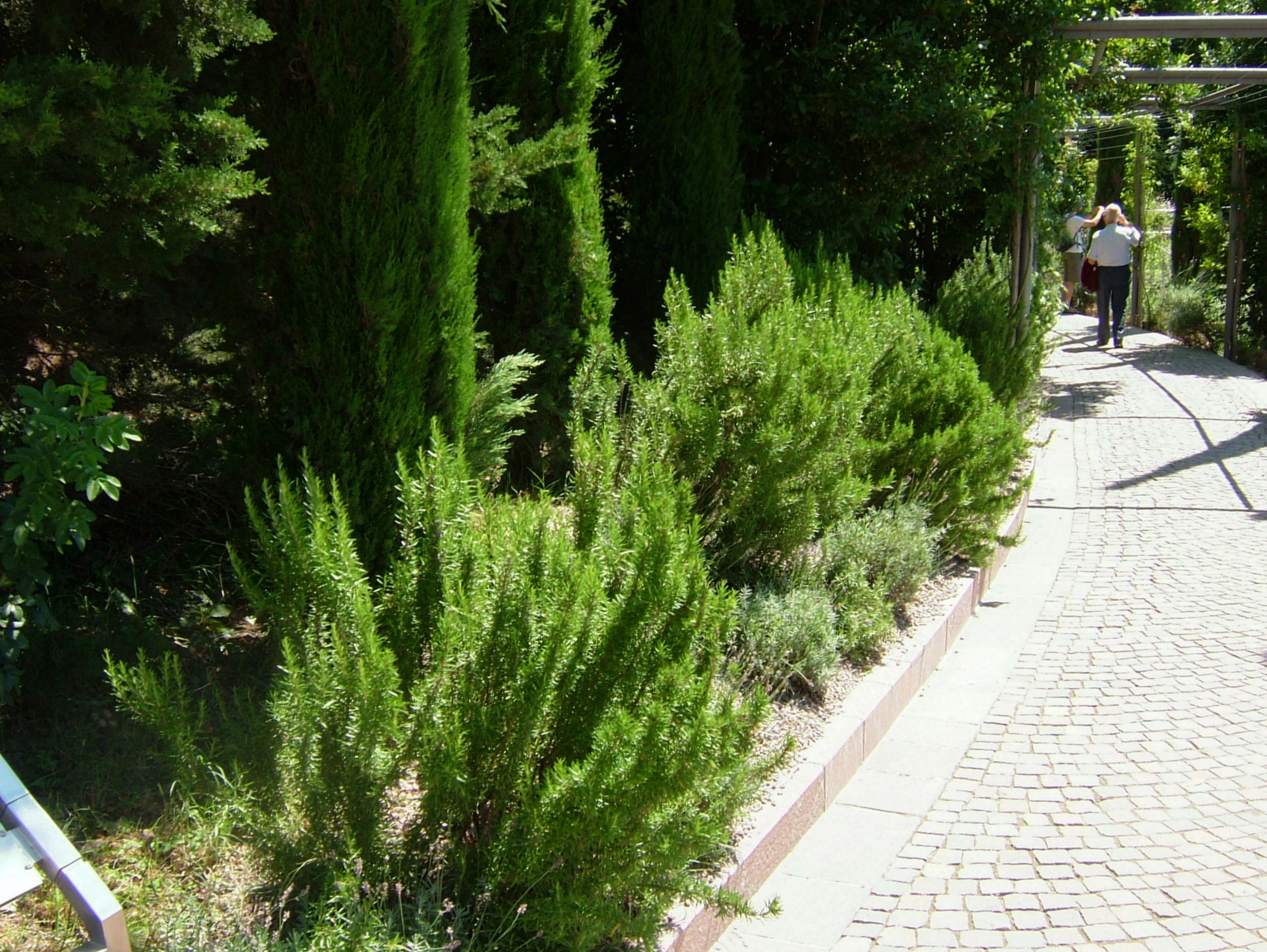
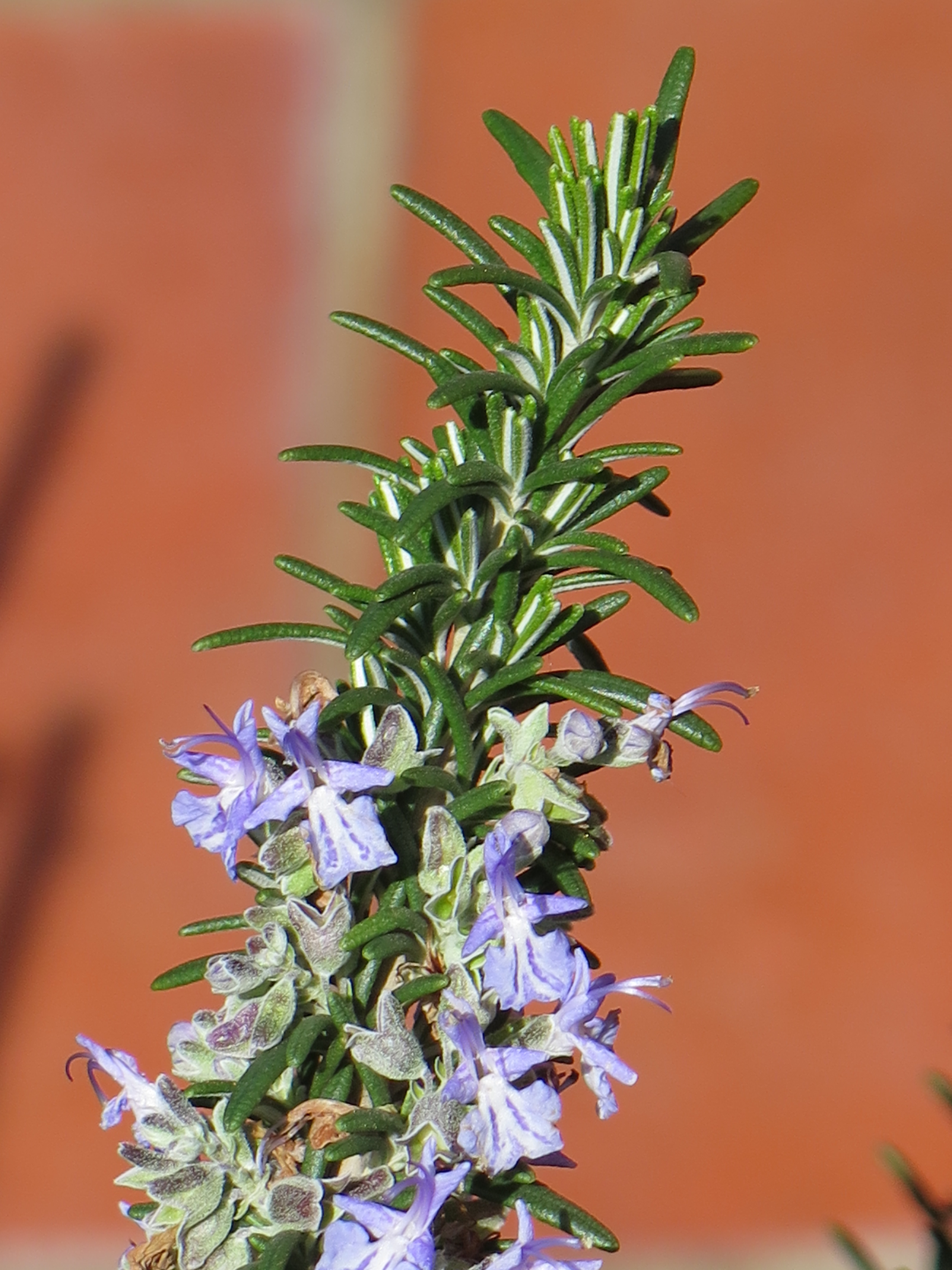
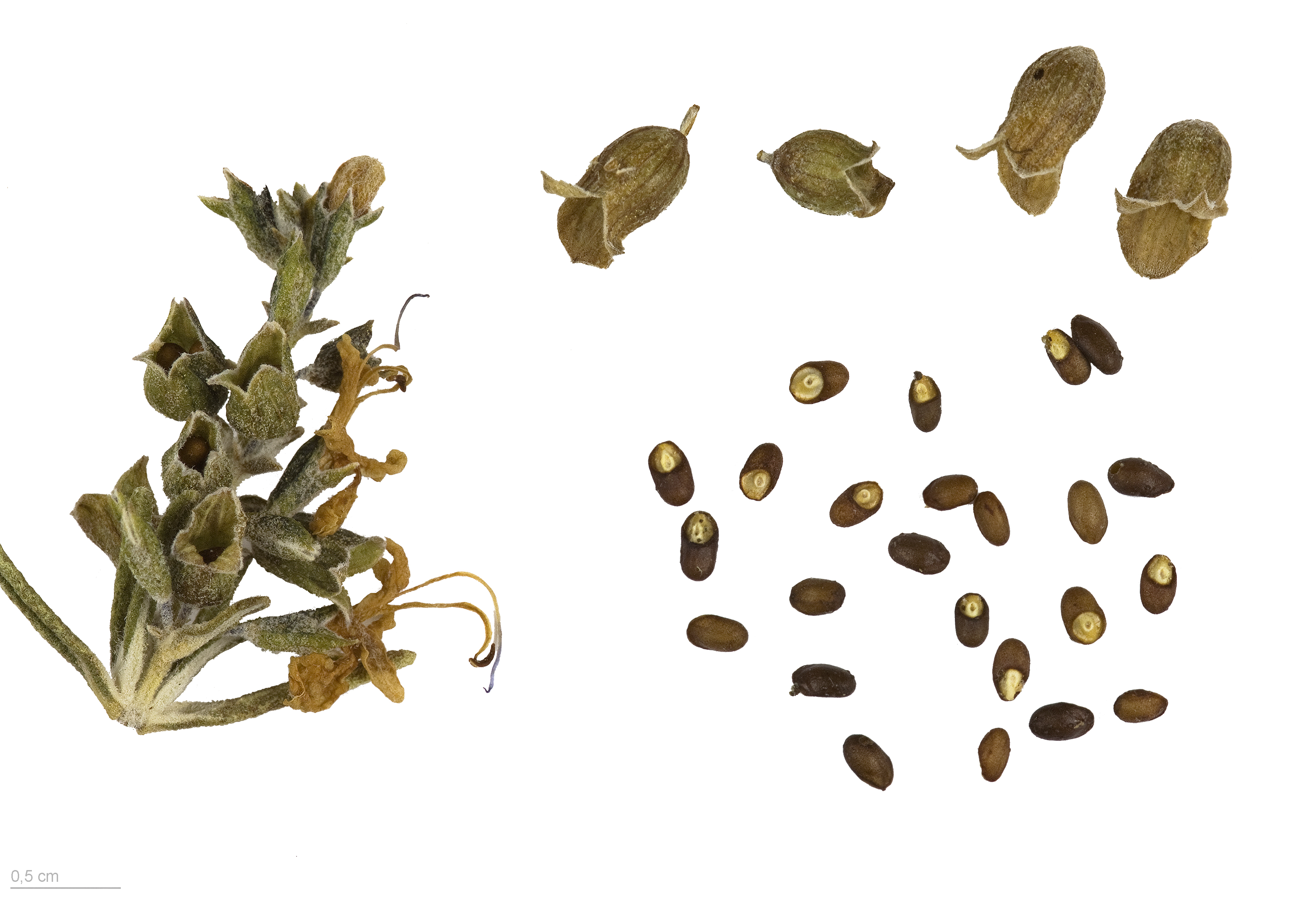
Rosmarinus officinalis - Museum specimen